# Raúl Biord Castillo
Raúl Biord Castillo (San Antonio de Los Altos, el 23 de octubre de 1962) es un eclesiástico católico venezolano, miembro de los Salesianos. Es el arzobispo de Caracas desde 2024. Fue obispo de La Guaira, entre 2014 y 2024.

## Biografía

### Primeros años
Nació en el seno de una familia católica el 23 de octubre de 1962, en la ciudad venezolana de San Antonio de Los Altos, siendo el segundo de los cuatro hijos del matrimonio formado por Horacio Enrique Biord Rodríguez y Ana Dolores Castillo Lara. Sus padres lo bautizaron el 8 de diciembre de 1962, en la Iglesia parroquial de su pueblo natal. Es hermano del Dr. Horacio Biord Castillo, presidente de la Academia Venezolana de la Lengua.
Su tío materno fue el cardenal Rosalio José Castillo Lara, y fue sobrino nieto del arzobispo Lucas Guillermo Castillo.
Recibió su primera comunión el 28 de junio de 1970, en la Capilla del Noviciado Salesiano de su pueblo natal, a manos de presbítero salesiano, Castillo Lara, su tío.
Desde los 8 años participó en el Oratorio Salesiano del Filosofado Salesiano en San Antonio de los Altos, y recibió la confirmación el 25 de mayo de 1973 en el Templo Nacional Don Bosco de Altamira, de manos del nuevo obispo, mons. Castillo Lara.
Fue catequista en las parroquias de San Antonio de Padua en San Antonio de Los Altos y de San Juan Bautista de Carrizal.

### Formación
Realizó su formación primaria en el Colegio Mater Dei, de San Antonio de los Altos, hasta el quinto curso, pasando en 1973 al Colegio Domingo Savio de Los Teques. Luego, cursa el bachillerato en el Aspirantado Salesiano de Los Teques, donde obtuvo el título de Bachiller en Ciencias.
Cursó sus estudios de Filosofía en el Filosofado Salesiano de Los Teques (1980-1983), obteniendo el bachillerato en Filosofía, con una tesis sobre Teilhard de Chardin y con honor summa cum laude. Luego, consiguió el bachillerato en Teología, con honor summa cum laude, por la Universidad Pontificia Salesiana (1985-1988).
Tras realizar estudios en la Pontificia Universidad Gregoriana, obtuvo la licenciatura en Filosofía (1990), con un trabajo sobre la  libertad en Jean-Paul Sartre y Gabriel Marcel, mención summa cum laude; la licenciatura en Teología fundamental (1996), con una tesis sobre la revelación y honor magna cum laude; y el doctorado en Teología (1997), con una tesis sobre la resurrección de Cristo como plenitud de la revelación, honor calificación  summa cum laude.
Cursó una maestría en Filosofía (1994), en la Universidad Simón Bolívar.

### Vida religiosa
Ingresó en la Congregación de los Salesianos. En 1979, ingresó en el noviciado de San Antonio de Los Altos.
Realizó su primera profesión de votos religiosos el 7 de septiembre de 1980, en la Capilla del Noviciado de su pueblo natal. 
Fue enviado como profesor y asistente a la Escuela Agronómica Salesiana en Naguanagua (1983-1984), y al año siguiente como asistente en el Aspirantado Santa María y profesor en el Liceo San José y en el ISSFE en Los Teques.
Realizó la profesión solemne el 8 de septiembre de 1987, en la Basílica del Sacro Cuore di Gesù.
Fue ordenado diácono el 26 de junio de 1988, en Roma, a manos del cardenal Castillo Lara. Su ordenación sacerdotal fue el 15 de julio de 1989, en la parroquia de San Antonio de Padua en San Antonio de los Altos, a manos de su tío.
Como sacerdote desempeñó los siguientes ministerios:
- Vicario parroquial en Los Teques, barrio El Vigía (1991-1995).
- Vicario parroquial en Los Teques, barrio Pan de Azúcar (1997-1999).
- Rector del Santuario María Auxiliadora de Güiripa (2008-2013).
- Profesor de teología y filosofía en el IUSPO, ITER, UCAB, CER y en los seminarios Santa Rosa de Lima de Caracas, San José de El Hatillo de Caracas, San Pablo Apóstol de Maturín, San Pedro Apóstol de La Guaira.
- Profesor invitado al Centro de Estudios de Comportamiento Humano del Hombre del Norte en Manaus del 1991 al 1993.
- Sub-director del ISSFE en Los Teques del 1990 al 1995.
- Sub-director del IUSPO en Los Teques del 1996 al 1997.
- Director del IUSPO en Los Teques y Coordinador del Núcleo de Los Teques de la UCAB del 1997 al 2013.
- Secretario de la comisión teológico-pastoral del Concilio Plenario de Venezuela del 2000 al 2005.
- Asesor de la Comisión Episcopal de Doctrina de la Conferencia Episcopal Venezolana, del 2003 al 2009.
- Miembro del Consejo Directivo y del Consejo Asesor de la Asociación de Educación Católica (AVEC), de 1998 al 2007.
- Director nacional de Juventud y Trabajo, asociación civil para la capacitación laboral, del 2003 al 2008.
- Vicario inspectorial de la Inspectoría Salesiana San Lucas en Venezuela del 2004 al 2013.
- Miembro del Capítulo General 26 de los Salesianos de Don Bosco en Roma 2008.
- Delegado inspectorial de Formación, de 2005 a 2013.
- Responsable de la Escuela de Formación Conjunta sdb-laicos desde 2009 a 2013.

Ha sido Profesor y Rector del Instituto Universitario Salesiano Padre Ojeda (IUSPO) de Los Teques, Profesor del Instituto de Teología para Religiosos (ITER) de Caracas, Profesor de los seminarios diocesanos de Caracas, Maturín y Manaus (Brasil), Vicario cooperador en la parroquia "San Juan Bosco" de Los Teques, miembro del Consejo Presbiteral (Los Teques), Director de Juventud y Trabajo,  Asociación civil para la Capacitación Laboral (CECAL),  Vicario Provincial de la Sociedad Salesiana de San Juan Bosco en Venezuela (2004-2014), Secretario de la Comisión Teológica Pastoral del Consejo Plenario de Venezuela (2000-2005).
Ha predicado ejercicios espirituales a los cleros de las diócesis de Barquisimeto, Cabimas, Caracas, El Vigía, La Guaira, Los Teques, Ordinariato Militar, San Carlos de Cojedes, Valencia. En Puerto Rico a las diócesis de Caguas, Ponce y Humacao Fajardo. Además, a los salesianos de Venezuela (Bejuma), de Perú (Chosica) y de Colombia (Medellín). 

## Episcopado

### Obispo de La Guaira
El 30 de noviembre de 2013 el papa Francisco lo nombró obispo de La Guaira. Fue consagrado el 8 de febrero de 2014, en el Polideportivo José María Vargas, a manos del arzobispo Baltazar Porras. Tomó posesión canónica el mismo día de su ordenación.
- Miembro de la Comisión Permanente de la Conferencia Episcopal Venezolana (2015-2024)
- Presidente de la Comisión Episcopal de Doctrina y Ecumenismo de la Conferencia Episcopal Venezolana (2015-2018)
- Segundo Vicepresidente de la de la Conferencia Episcopal Venezolana (2018-2022)
- Secretario General de la de la Conferencia Episcopal Venezolana (2022-2023)
- Presidente de la Comisión Episcopal de Circunscripciones Eclesiásticas de la Conferencia Episcopal Venezolana (desde 2023)
- Primer Vicepresidente del Consejo Asesor Nacional de Pastoral (2016-2022)
- Vocal de Caritas Nacional Venezuela (2015-2022)
- Asesor del Departamento de Espiritualidad y Misión del CELAM - Consejo Episcopal Latinoamericano (2015-2019)
- Miembro del Equipo de Misión Continental del CELAM- Consejo Episcopal Latinoamericano (2015-2019)

Dentro de la Conferencia Episcopal Venezolana es miembro de la Comisión Permanente desde el 2015, Presidente de la Comisión Episcopal de Circunscripciones Eclesiásticas (2023-2025), miembro del Instituto Nacional de Pastoral (INPAS) y del Consejo Asesor Pastoral Nacional. Fue Presidente de la Comisión Episcopal para la Doctrina y el Ecumenismo (2015-2018), Segundo Vicepresidente y Secretario General de la misma Conferencia Episcopal (2018-2023) y Delegado ante el CELAM (2022-2023).

### Arzobispo de Caracas
El 28 de junio de 2024, el papa Francisco lo nombró arzobispo de Caracas.

## Publicaciones

### Libros
1. La resurrección de Cristo en la Teología Fundamental a partir de la Dei Verbum, Pontificia Universidad Gregoriana, Roma 1997.
2. Teología de la Resurrección como plenitud, UCV, Caracas 1999.
3. Conociendo nuestro Concilio, ideas – fuerza, Trípode, Caracas 2007.
4. Evangelización de la Cultura en Venezuela, Trípode, Caracas 2008.
5. Fuentes para la historia de la Congregación Salesiana en Venezuela, ISSFE, Los Teques 1994.
6. Retrato espiritual de Mons. Arturo Celestino Álvarez, en Cartas pastorales de Monseñor Arturo Celestino Álvarez, Arquidiócesis de Calabozo, Calabozo 2010, 11-60.
7. Reglas de juego para hacer informes y trabajos de grados, IUSPO, Los Teques 2001.
8. ¿Cómo se hace un trabajo científico? Introducción a la computación, ISSFE, Los Teques 1990.

### Artículos
1. “Co-gobernanza y ‘accountability’ en las diócesis y parroquias”, en Revista Católica de Santiago de Chile, 1217 (2023) 77-89.
2. “Il concilio plenario del Venezuela: una buona pratica sinodale” en Rafael Luciani - Serena Noceti - Carlos Schickendantz (ed. por), Sinodalità e riforma: una sfida ecclesiale, Queriniana, Brescia 2022, ISBN 9788839936110, 295-317
3. “Fundamentos teológicos y nuevas perspectivas de la Misión” en CELAM, Iglesia, tu nombre es Misión. Un compromiso más allá de las fronteras. Manual de Misionología para seminarios y casas de formación, CELAM, Bogotá 2022, 177-216.
4. “El Concilio Plenario de Venezuela, una buena experiencia sinodal”, en Rafael Luciani - María Teresa Compte Grau (ed. por), En camino hacia una Iglesia sinodal: de Pablo VI a Francisco, PPC, Madrid 2020, ISBN 9788428835688, 77-109. También en Rafael Luciani -María del Pilar Silveira (ed. por), La sinodalidad en la vida de la Iglesia: reflexiones para contribuir a la reforma eclesial, Paulinas, Madrid 2020, ISBN 978-84-285-5602-6, 293-328
5. “Perspectivas teológicas, eclesiales y misioneras para la región amazónica”, Martín Lasarte – Damásio Medeiros (ed. por), Amazonía Salesiana. El Sínodo nos interpela, Elledici, Torino 2019, 220-235
6. “La Missio Dei: ¿paradigma de la teología o un caballo de Troya”, en Anastasio Gil García - Fabrizio Meroni (ed. por), La Misión, futuro de la Iglesia. Missio ad-inter gentes, PPC, Madrid 2018, 277-316.
7. “Misión y Evangelización: una lectura teológica”, Ponencia en el Encuentro Iberoamericano de Teología en Boston College, 8 de febrero 2017 en Luis Aranguren Gonzalo - Félix Palazzi (ed. por.), Nuevos signos de los tiempos: diálogo teológico íbero-latinoamericano, San Pablo, Madrid 2018, 275-304. También en Luis Aranguren Gonzalo - Félix Palazzi (ed. por.), Desafíos de una teología iberoamericana inculturada en tiempos de globalización, interculturalidad y exclusión social”, Actas del primer Encuentro Iberoamericano de Teología: 6 al 10 de febrero de 2017, Boston College, Boston, Massachusetts 2017, ISBN 978-1-934996-68-3, 418-443,
8. “Ordire la trama della vita. Presentazione e contestualizzazione della tematica del Sinodo sui Giovani”, Università Pontificia Salesiana, Roma 2018, 9-28. Cf. http://www.notedipastoralegiovanile.it/index.php?option=com_content&view=article&id=13902:biord&catid=488:il-sinodo-sui-giovani
9. “Misión y Evangelización: una lectura teológica”, Ponencia en el Encuentro Iberoamericano de Teología en Boston College, 8 de febrero 2017 en Luis Alfonso Aranguren Gonzalo - Félix Palazzi (ed. por.), Desafíos de una teología iberoamericana inculturada en tiempos de globalización, interculturalidad y exclusión social, Boston College, Convivium, 418-442.
10. “La misión: paradigma de toda la acción de la Iglesia: la misión ad gentes (ad intra y ad extra) y la Misión Continental Permanente (programática y paradigmática”, Conferencia dictada en el CELAM, Bogotá 2015, y publicada en Boletín OSLAM Organización de Seminarios Latinoamericanos 69 (2016) 84-132.
11. “La alegría de la Trinidad, fuente y cumbre de la Misión” en V CAM (CONGRESO AMERICANO DE MISIONES), I Simposio Internacional de Misionología rumbo al V CAM, Puerto Rico 2015, Bolivia 2016, 40-73.
12. “La urgencia de la misión en los ámbitos de la nueva evangelización y la misión ad gentes”, Conferencia en CAM IV –COMLA IX, Maracaibo 2013, en Misiones Extranjeras: Revista de misionología 258 (2014) 54-100.
13. “Juventud y Trabajo”, “Educación Salesiana”, “Casas Don Bosco”, “Parroquias Salesianas” en MERINO Amador, Los Salesianos en Venezuela, vol II. Caracas 2012.
14. “Desafíos pastorales para la Iglesia en Venezuela” en ITER 53 (2010) 87-128.
15.	“El proyecto pastoral del Concilio, ¿Una lámpara bajo el celemín?”, en ITER 45-46 (2008) 173-220.
16. “Ponderación teológica del método Ver-Juzgar-Actuar” en ITER 34 (2004) 19-52; publicado también en Amerindia, Caminando hacia Aparecida Nº 3: Interpretar los signos de los tiempos a la luz de la fe, Publicado el 01-06-2006. http://www.amerindiaenlared.org/biblioteca/38/caminando-hacia-aparecida-n3-interpretar-los-signos-de-los-tiempos-a-la-luz-de-la-fe
17. “Hacia una fundamentación de la justicia desde las paradojas de la fe y de la razón” en Anthropos – Venezuela 43 (2001) 39-54
18. “Semántica y pragmática de la plenitud y de la definitividad” en Anthropos – Venezuela 1 (1999) 63-84. 
19. “El conocimiento por modelos. Análisis de la pluralidad de los lenguajes científico y religioso” en Anthropos – Venezuela  2 (1998) 51-73.
20. “El papel de la Iglesia ante la política” en Anthropos – Venezuela 1 (1998) 61-76.
21. “Lógica de la analogía” en Anthropos – Venezuela 1 (1997) 5-23.
22. “Del signo al símbolo” en Anthropos – Venezuela 1/2 (1996) 21-43.
23. “Pastoral vocacional salesiana” en MERINO Amador, Don Bosco: 100 años en Venezuela, Caracas 1995, 159-178.
24. “Oteando el horizonte desde la memoria del pasado” en Anthropos – Venezuela 29 (1994), 285-304.
25. “Los transcendentales: historia de una idea” en Anthropos – Venezuela 28 (1994) 3-38.
26. “El concepto de número a partir de David Hume” en Anthropos – Venezuela 26 (1993) 25-41.
27. “Naturaleza de la Universidad Católica” en Anthropos – Venezuela 23 (1991) 9-24.
28. “La libertad: ¿condena o gracia?” en Anthropos – Venezuela 22 (1991) 43-61.
29. “Jean-Paul Sartre: la utopía de la libertad total” en Anthropos – Venezuela 21 (1990) 5-31.
30. “La libertad como gracia en Gabriel Marcel” en Anthropos – Venezuela 20 (1990) 5-40.
31. “El hombre como apertura referencial a Dios” en Anthropos – Venezuela 19 (1989) 77-111.

### Editor de los siguientes libros
1. Padre Isaías Ojeda, IUSPO, Los Teques, 2001.
2. Mons. Lucas Guillermo Castillo, Paulinas, Caracas 2004.
3. Autobiografía del Cardenal Rosalio Castillo Lara, Fundación María Auxiliadora, Caracas 2008.
4. Cardenal Ignacio Antonio Velasco, un pastor valiente, FES, Caracas, 2010
5. Los salesianos en Venezuela, vol. I, FES, Caracas 2011.
6. Los salesianos en Venezuela, vol. II, FES, Caracas 2012.
7. Mons. José Vicente Henríquez, FES Caracas 2012.

### Conferencias
1.	“Sinodalidad”. Conferencia en el Sínodo de la Diócesis de Caguas, Aibonito - Puerto Rico. 4 de mayo de 2024. https://www.facebook.com/diocesisdecaguaspuertorico/videos/1353114905262967/
2.	“Una iglesia local: identidad diocesana”. Conferencia en el Sínodo de la Diócesis de Caguas, Aibonito - Puerto Rico, 3 de mayo de 2024. https://www.facebook.com/diocesisdecaguaspuertorico/videos/tema-identidad-diocesana/422183224004358
3.	“Co-gobernanza y liderazgo en las estructuras sinodales”. Conferencia en el MODD (Massive Open Online Course) 2024. Hacia una Iglesia constitutivamente sinodal, en el Segundo Curso de Formación continua, Boston College 2024. https://www.youtube.com/watch?v=OiJ1iWPhyvE&t=2s
4.	“La iglesia local, impulsada por el Espíritu Santo, hasta los confines de la tierra. Su responsabilidad misionera”. Conferencia en el Simposio Internacional Misionológico de Canadá, Montreal 27 de octubre de 2023. https://www.youtube.com/watch?v=1HRNlZgu-94
5.	“La misión Ad-gentes y misión inter-gentes: complementariedad”.  Conferencia en el Simposio Internacional Misionológico en preparación al CAM6 (virtual). 8 de noviembre de 2022 - Puerto Rico 2024.
6.	“La Sinodalidad en América Latina: teología y práctica resistencias y dificultades para una iglesia sinodal”. Conferencia en la Universidad Pontificia de Lima (Perú), 24 de mayo de 2023. https://www.facebook.com/CapuPucp/videos/3-d%C3%ADa-la-sinodalidad-en-am%C3%A9rica-latina-teolog%C3%ADa-y-pr%C3%A1ctica/6517291358327738/
7.	“Cogobernanza y rendición de cuentas” en el Primer Curso de Formación continua BC, Construyendo una Iglesia sinodal”, Conferencia en el MODD (Massive Open Online Course) Boston College 2022.
https://www.youtube.com/watch?v=ykbMXM45vtA&list=PLS47outCrkMcacGaxAJsCXCykc-pEdZpC&index=55
Francés: https://www.youtube.com/watch?v=8tba1ocfKEM&list=PLS47outCrkMcacGaxAJsCXCykc-pEdZpC&index=32; 
Inglés: https://www.youtube.com/watch?v=65Q6YC9pk8g&list=PLS47outCrkMcacGaxAJsCXCykc-pEdZpC&index=37 
Italiano: “Co-governance e accountability nelle diocesi”. 
https://www.youtube.com/watch?v=IRyCVn_8axE&t=62s
Portugués: https://www.youtube.com/watch?v=7QeptXs5zKg&list=PLS47outCrkMcacGaxAJsCXCykc-pEdZpC&index=46
8.	“Algunas experiencias sinodales en Venezuela”. Conferencia en el Taller de Sinodalidad, INPAS, Caracas 17 de enero de 2022. https://www.youtube.com/watch?v=T26IJJk8NLY
9.	Reforma de la Curia Romana. Conversación con María Eugenia Mosquera en VALE TV. Caracas, 30 de marzo de 2022. https://www.youtube.com/watch?v=kQ5ufZdVNaM
10.	“El concilio plenario venezolano, una buena experiencia sinodal”, Caracas 7 de septiembre 2021, https://www.youtube.com/watch?v=Cy7qKxzs7NY
11.	La ética en la comunicación digital. A los 23 años de VALE TV. Conversación con María Eugenia Mosquera. Caracas, 2021. https://www.youtube.com/watch?v=Gi4QKqyp5hU&list=PL8JOFS_P90k_ijpzPSXiFbezuj3gSa0_c&index=6
12.	“El concilio plenario venezolano, Modelo de reforma eclesial”. Conferencia dictada en el Seminario Internacional de Teología sobre Reforma estructural y conversión de mentalidades en la Iglesia hoy, Caracas 21 noviembre 2019. Reunión del Grupo del Boston College. https://www.youtube.com/watch?v=QDhkf4H_gDI
13.	“Perspectivas teológicas, eclesiales y misioneras para la región amazónica”, Conferencia en el Seminario “El Sínodo nos interpela”, Universidad Pontificia Salesiana, Roma, 8 de marzo de 2019.
14.	“Ordire la trama della vita. Presentazione e contestualizzazione della tematica del Sinodo sui Giovani”. Conferenza introduttiva del Congresso Internazionale “Giovani e scelte di vite. Prospettive educative”, Università Pontificia Salesiana, Roma 20 septiembre de 2018.
15.	“Evangelización y promoción humana en Medellín”, Conferencia en el Congreso Internacional Medellín 50 años después, en la Universidad Javeriana, Bogotá 5 de abril de 2018. https://www.youtube.com/watch?v=j2z5J7zSVjY
16.	“La Missio Dei: ¿paradigma de la teología o un caballo de Troya”, Conferencia en el seminario internacional Missio ad-inter gentes, OMP – CIAM, Roma, 8 de marzo de 2018.
17.	“Misión y evangelización”. Conferencia en el Encuentro Nacional de Presbíteros, Ciudad de Guatemala, 1 de agosto de 2017.
18.	“Misión y evangelización. Una lectura teológica”. Conferencia en el Primer encuentro Iberoamericano de Teología, Boston 6-10 febrero de 2017. https://www.youtube.com/watch?v=GQOocJPCdf0
19.	“Iglesia: comunión misionera. Hacia una Venezuela Más justa y creyente. La vocación secular de laicos”. Conferencia en la Asamblea Conjunta Obispos y Laicos, Caracas 8 de enero de 2017. https://www.youtube.com/watch?v=5kGHbnwP3dA
20.	"¡La Iglesia no es dueña de la misión, es su servidora!". Conferencia en la Reunión General de Coordinación del CELAM. Bogotá, 24 de agosto de 2016. https://www.cope.es/religion/hoy-en-dia/iglesia-universal/noticias/monsenor-raul-biord-castillo-celam-iglesia-duena-mision-servidora-20160826_1850573
21.	“La alegría de la Trinidad, fuente y cumbre de la Misión”, Conferencia en el Primer Simposio Internacional de Misionología rumbo al V- CAM, Aibonito - Puerto Rico 29 de septiembre de 2015.
22.	"In ascolto delle Americhe: la missio ad gentes”. Lectio nella Festa patronale della Pontificia Università Urbaniana, Roma, 25 marzo 2014.
23.	 “La urgencia de la misión en los ámbitos de la nueva evangelización y la misión ad gentes”. Conferencia en el CAM IV –COMLA IX, Maracaibo (Venezuela) 28 de noviembre 2013.
24.	“Desafíos pastorales para la Iglesia en Venezuela”, Conferencia en la XXVIII Semana Teológica del ITER, Caracas 17 de marzo de 2010.
25.	“El proyecto pastoral del Concilio, ¿Una lámpara bajo el celemín?”, Conferencia en la XXV Semana Teológica del ITER, Caracas 12 de marzo de 2008.
26.	“Ponderación teológica del método Ver-Juzgar-Actuar”. Conferencia en la XXII Semana Teológica del ITER, Caracas 24 de marzo de 2004.